# 梁石日
梁 石日（ヤン・ソギル、ヤン・ソクイル、양석일、1936年8月13日 - 2024年6月29日）は、日本の小説家。在日朝鮮人。本名は梁正雄（ヤン・ジョンウン）、通名：梁川正雄。

## 略歴
大阪市猪飼野で生まれる。両親は済州島から大阪市に移住してきた。戦後、一家は蒲鉾製造で成功したが、父はほどなく愛人を作り、妻子を棄てて家を出た。
大阪府立高津高等学校定時制在学中に、内灘闘争に参加。1954年に猪飼野で詩人の金時鐘に出会う。

その後、金が主宰する同人誌『ヂンダレ』に詩を投稿し、手ほどきを受ける。梁石日という筆名は「石の上にも三年、日が照るまで粘り強く書く」の含意で、金時鐘が名付け親である。なお、後に作家として成功してからも親交は続いた。
その間、靴屋や鉄屑屋、洋服店勤めなどを経て、実父から300万円を借りて印刷会社を経営するが事業に失敗。仙台に逃げる。喫茶店の雇われマスターになったが更に借金は増え、やがて上京する。そこで新宿に寮のあるタクシー運転手の職に就いた。そんな中、病床にあった実父から家業を継ぐ事を求められたが断り、実父はほどなく全財産を寄付して北朝鮮に渡り、現地で病死した。
新宿のスナックで酒を飲みながら、タクシー客とのやりとりを面白おかしく語っていたところ、たまたま聞いていた出版編集者に執筆を勧められて書いた『狂躁曲』（単行本出版時の題名は『タクシー狂躁曲』）で作家デビュー。同作は1993年に崔洋一監督により『月はどっちに出ている』として映画化され、大ヒットする。タクシードライバー時代に2度事故を起こし大怪我を負い退職。物品販売業をしながら執筆を行う。
1994年、大阪砲兵工廠跡を舞台に在日韓国・朝鮮人の鉄屑窃盗団アパッチ族の暗躍を描いた『夜を賭けて』が第113回直木賞候補（1995年上半期）になる。同作は2002年、劇団新宿梁山泊の座長金守珍が監督となり山本太郎主演で映画化された。
1998年、実父をモデルに戦中戦後の強欲、好色、妄執に執りつかれた男の栄光と転落を描いた『血と骨』で第11回山本周五郎賞受賞。同作は馳星周、関口苑生、原田芳雄などに絶賛され、同年（上半期）の第119回直木賞候補となる。その後、崔洋一監督によりビートたけし主演で映画化、2004年に公開された。
2002年、タイを舞台とした幼児の売買春・人身売買・臓器売買を描いた『闇の子供たち』を発表。内容は梁による創作である(闇の子供たち#作品内容のフィクション性参照)。同作は阪本順治監督によって映画化され、2008年に公開されたが、バンコク国際映画祭での上映中止などタイで強い反発を呼んだ。日本でも、ネットなどでノンフィクション映画と宣伝されたことについて反発があった。結局宣伝コピーからノンフィクションの文字は削られた。また、柳美里の芥川賞受賞作『家族シネマ』の映画化の際には、父親役として出演した。
2008年12月 NHK教育テレビ「知るを楽しむ  人生の歩き方（全4回）」で、自らの生い立ちと文学的背景、現代が抱える闇を語った。そのなかで、自作『夏の炎』でモティーフにした、朴大統領暗殺を謀り夫人を射殺した在日同胞の文世光に強い共感を覚えたと発言した。
2024年6月29日午前、東京都の病院で死去した。87歳没。
長く親交が続いた金時鐘は、訃報に接して「正真〈在日〉があらしめた詩人作家の自由人であった」と追悼している。

## 主張
日韓基本条約を批判するなど日本政府の北朝鮮政策を厳しく批判しており、北朝鮮の核兵器開発や拉致問題に対して太陽政策を求めている。
- 「植民地時代における日本の責任が明確にされない中で交渉は遅々として進展しなかった[9]」
- 「本来なら日本の植民地政策に対する責任を明確にし、賠償責任の履行を追求すべきだったところを、逼迫していた韓国経済のてこ入れのために朴正煕政権は経済協力という名のもとに有償三億ドル、無償二億ドルの援助を受け入れた[9]」
- 「経済協力という名目は日本の植民地政策の責任を曖昧にし、歴史を闇に葬り去るのではないかという懸念[9]」
- 「日韓条約が成立することで日本政府は韓国政府を朝鮮における唯一の国家であると認知し、北朝鮮の存在を疎外した[10]」
- 「北朝鮮に暮らしている人々は韓国に暮らしている人々と同じように日本の植民地政策の犠牲になっていたのであり、当然のことながら北朝鮮の人々も日本政府に対して賠償請求権を主張できる[10]」
- 「韓国政府にだけ経済協力という名の賠償を行ったのは片手落ち[10]」
- ｢（北朝鮮の国連加盟により）北朝鮮政府の存在が国際的に認知され、日本の外交は国際社会の中で、いまだにかつての植民地問題を解決していないという印象を与え、その負荷を引きずる[10]｣
- 「関東大震災のとき、『朝鮮人が井戸に毒を投げ入れた』『朝鮮人は放火した』『朝鮮人が強姦した』という何の根拠もない流言飛語がひろがり、軍、警察、一般市民で組織された自警団によって六千数百人の朝鮮人が虐殺された。だがいまもって日本政府は謝罪はおろか何のコメントもしていない[10]」
- 「拉致問題は政治的な次元で語られるようになっている。政治の思惑とナショナリズムの高揚が重なり、力の論理を容認する方向へとシフトしようとしている[11]｣
- 「拉致家族の中から『北朝鮮に経済制裁を加えるべきだ』『場合によっては戦争も辞さない』といった発言が出ている。拉致家族の心情は察するに余りあるが、こうした発言はけっして問題の解決にはならないだろう。日本に帰国した五人の拉致被害者には北朝鮮に残してきた家族がおり、また五人以外に拉致被害者がいると思う。そうであればなおさらのこと、刺激的な発言は熟慮してほしい[11]｣
- 「かつての植民地、従軍慰安婦問題、強制連行問題、関東大震災時に六千数百人の朝鮮人が虐殺された過去は、その陰に隠されてしまった。『歴史を鏡として過去から学び』、私たちはあくまで忍耐強く話し合いによる外交で問題を解決すべき[11]｣

## 著書
- 『詩集　夢魔の彼方へ』梨花書房、1980年。 / ビレッジセンター出版局、1996年。 / 同、1998年。ISBN　978-4-89436-115-7
- 『狂躁曲』筑摩書房、1981年。 / 改題『タクシー狂躁曲』ちくま文庫、1987年。 / 角川文庫、1993年。ISBN　978-4-04-188901-5
- 『タクシードライバー日誌』筑摩書房、1984年。 / ちくま文庫、1986年。ISBN　978-4-480-02090-1

自身の乗務員の経験を綴っているが乗客の様子や危険な労働状況など克明に描いている。東京近辺の営業であり細部まで描写している。
- 『ドライバー・最後の叛逆：タクシードライバーならではの知恵袋』情報センター出版局、1987年。 / 改題『タクシードライバー：最後の叛逆』幻冬舎アウトロー文庫、1998年。
- 『族譜の果て』立風書房、1989年。 / 徳間文庫、1996年。 / 幻冬舎文庫、1999年。ISBN　978-4-87728-834-1
- 『アジア的身体』青峰社、1990年。 / 平凡社ライブラリー、1999年。ISBN　978-4-582-76275-4
- 『夜の河を渡れ』筑摩書房、1990年。 / 徳間文庫、1995年。 / 新潮文庫、1999年。 / 光文社文庫、2006年。
- 『子宮の中の子守歌』青峰社、1992年。 / 徳間文庫、1996年。 / 幻冬舎文庫、1999年。
- 『断層海流』青峰社（発売：星雲社）、1993年。 / 幻冬舎文庫、1998年。
- 『タクシードライバーほろにが日記』書肆ルネッサンス、1993年。 / 改題『タクシードライバー：一匹狼の歌』幻冬舎文庫、1997年。ISBN　978-4-87728-515-9
- 『男の性解放：なぜ男は女を愛せないのか』情報センター出版局、1993年。 / 改題『男の性』幻冬舎アウトロー文庫、1999年。
- 『夜を賭けて』日本放送出版協会、1994年。 / 幻冬舎文庫、1997年。ISBN　978-4-87728-450-3
- 『修羅を生きる：「恨」をのりこえて』（自伝）講談社現代新書、1995年。 / 改題『修羅を生きる』幻冬舎アウトロー文庫、1999年。
- 『雷鳴』徳間書店、1995年。 / 徳間文庫、1998年。 / 幻冬舎文庫、2007年。
- 『闇の想像力』解放出版社、1995年。ISBN　978-4-7592-5114-2
- 『Z』毎日新聞社、1996年。 / 幻冬舎文庫、1998年。
- 『血と骨』幻冬舎、1998年。 / 幻冬舎文庫（上下巻）、2001年。 / 新装版、幻冬舎文庫、2024年。上：ISBN　978-4-344-43352-6、下：ISBN　978-4-344-43353-3
- 『さかしま』アートン、1999年。 / 改題『夢の回廊』幻冬舎文庫、2006年。
- 『異端は未来の扉を開く』アートン、1999年。ISBN　978-4-901006-10-1
- 『魂の流れゆく果て』光文社、2001年。 / 光文社文庫、2004年。
- 『死は炎のごとく』毎日新聞社〈アジア・ノワール〉、2001年。 / 改題『夏の炎』幻冬舎文庫、2003年。
- 『睡魔』幻冬舎、2001年。 / 幻冬舎文庫、2002年。
- 『終りなき始まり』朝日新聞社（上下巻）、2002年。 / 朝日文庫（上下巻）、2004年。
- 『裏と表』幻冬舎、2002年。 / 幻冬舎文庫、2004年。
- 『闇の子供たち』2002年、解放出版社。 / 幻冬舎文庫、2004年。ISBN　978-4-344-40514-1
- 『異邦人の夜』毎日新聞社、2004年。 / 幻冬舎文庫（上下巻）、2006年。
- 『一回性の人生』講談社、2004年。 ISBN　978-4-06-212213-9
- 『海に沈む太陽』筑摩書房、2005年。 / 幻冬舎文庫（上下巻）、2008年。
- 『カオス』幻冬舎、2005年。 / 幻冬舎文庫、2008年。
- 『シネマ・シネマ・シネマ』光文社、2006年。 / 改題『シネマ狂躁曲』光文社文庫、2009年。
- 『未来への記憶』アートン、2006年。ISBN　978-4-86193-029-4
- 『ニューヨーク地下共和国』講談社（上下巻）、2006年。 / 幻冬舎文庫（上下巻）、2010年。
- 『超「暴力」的な父親』ベストセラーズ〈ベスト新書〉、2007年。ISBN　978-4-584-12152-8
- 『夜に目醒めよ』毎日新聞社、2008年。 / 幻冬舎文庫、2011年。　ISBN　978-4-344-41663-5
- 『冬の陽炎』2008年、幻冬舎。 / 幻冬舎文庫、2011年。　ISBN　978-4-344-41777-9
- 『めぐりくる春』金曜日、2010年。 / 幻冬舎文庫、2013年。
- 『明日の風』光文社、2010年。 / 光文社文庫、2013年。
- 『Y氏の妄想録』幻冬舎、2010年。 / 幻冬舎文庫、2015年。ISBN　978-4-344-42421-0
- 『大いなる時を求めて』幻冬舎、2012年。 / 幻冬舎文庫、2014年。ISBN　978-4-344-42287-2
- 『魂の痕(きずあと)』河出書房新社、2020年。ISBN　978-4-309-02853-8

### 共著
- （高村薫）『快楽と救済』日本放送出版協会、1998年。ISBN　978-4-14-005307-2
- （黒田征太郎）『路地裏』アートン、1999年。ISBN　978-4-901006-12-5
- （三國連太郎）『風狂に生きる』岩波書店、1999年。ISBN　978-4-00-002877-6
- （宮崎学）『生きる力』構成：上野昂志、柏書房、2000年。ISBN　978-4-7601-1931-8
- （青木雄二）『アウトローを生きる』経済界、2001年。ISBN　978-4-7667-8222-6
- （中上紀）『タクシーガール』バジリコ、2019年。ISBN　978-4-86238-242-9

### その他
- 『映画「血と骨」の世界』崔洋一・鄭義信共編著、新幹社、2004年。ISBN　978-4-88400-042-4
- 『詩歌（うた）と俳句の湧き口：生命のリズムを語る20人』佐高信対談集、七つ森書館、2007年。ISBN　978-4-8228-0752-8

## 梁石日（に相当する役）を演じた俳優
- 『タクシー狂躁曲』（『月はどっちに出ている』）の忠男役＝タクシー運転手時代に相当
  - 岸谷五朗（映画版）
  - 石橋凌（テレビ版）
- 『血と骨』の正雄（原作では成漢）役 
  - 新井浩文